# エレベスト (風味堂のアルバム)
『エレベスト』は、風味堂初のベストアルバムである。2011年12月14日発売。

## 内容
アルバムとしては、前作『風味堂4』から約2年4ヶ月ぶりの発売となる。
2枚組であり、Disc.1はこれまでに発表されたシングル、アルバムからの選曲となっており、Disc.2はシングルとは別にカップリングやアルバムの中から選りすぐった楽曲に新曲2曲が追加されて収録された。

## 収録曲

### DISC-1　“Single Collection”
1. 真夏のエクスタシー
インディーズ時代のシングル
2. 眠れぬ夜のひとりごと
1stシングル
3. ナキムシのうた
2ndシングル
4. 楽園をめざして
3rdシングル
5. ママのピアノ -Strings Version-
4thシングル
6. LAST SONG
5thシングルのカップリング
7. クラクション・ラヴ 〜ONIISAN MOTTO GANBATTE〜
5thシングル
8. 愛してる
6thシングル
9. 手をつないだら
7thシングル
10. カラダとカラダ
8thシングル
11. サヨナラの向こう側
9thシングル
12. 夢を誓った木の下で
ハラフウミ(原由子×風味堂)名義のコラボレーション・シングル
13. メリークリスマス、、、。
10thシングル
14. ファイト
4thアルバム『風味堂4』収録曲
15. 大切にするからね
11thシングル
16. 宝物
12thシングル

### DISC-2　“Member Selection”
1. 未確認飛行物体な少女
4thアルバム『風味堂4』収録曲
2. アスファルト人生
インディーズ・アルバム『sketchbook』収録曲
3. 散歩道
1stシングル「眠れぬ夜のひとりごと」のカップリング
4. Rainy Day with Satoru Takeshima
新曲
5. 笑ってサヨナラ
1stアルバム『風味堂』収録曲
6. そっとLove Song
10thシングル「メリークリスマス、、、。」のカップリング
7. おかえりなさいが待っている
2ndアルバム『風味堂2』収録曲
8. Bye　Bye Goodbye
4thアルバム『風味堂4』収録曲
9. 浜辺の風景
8thシングル「カラダとカラダ」のカップリング
10. FUNNY JOURNEY～渚の吐息～
1stアルバム『風味堂』収録曲
11. 君が生まれたその喜びを今夜僕らは歌にしよう
3rdシングル「楽園をめざして」のカップリング
12. 涙をふいて
インディーズ・アルバム『sketchbook』収録曲
13. 家出少女A
2ndアルバム『風味堂2』収録曲
14. もどかしさが奏でるブルース
1stアルバム『風味堂』収録曲
15. ゆらゆら
1stアルバム『風味堂』収録曲
16. Dream Climber
新曲

### 初回限定盤DVD
1. 真夏のエクスタシー
2. 眠れぬ夜のひとりごと
3. ナキムシのうた
4. 楽園をめざして
5. ママのピアノ～Strings Version～
6. LAST SONG
7. クラクション・ラヴ-ONIISAN MOTTO GANBATTE-
8. 愛してる
9. 手をつないだら<オリジナルver.>
10. カラダとカラダ<オリジナルver.>
11. サヨナラの向こう側<オリジナルver.>
12. 手をつないだら<マサトの真実ver.>
13. カラダとカラダ<マサトの真実ver.>
14. サヨナラの向こう側<マサトの真実ver.>
15. サヨナラの向こう側<メンバーver.>
16. メリークリスマス、、、。
17. ファイト
18. 大切にするからね
19. 宝物

-特典映像-
1. Swinging Road
2. ゆらゆら　(from 「LIVE BURN！！～Hot Love Song～」)

## 演奏
Disc 1
- 渡和久
  - Vocal, Acoustic Piano (#All)
  - Prepared Piano Solo (#3)
  - Hammond Organ (#7.14)
  - Fender Rhodes (#8.13.14)
  - YAMAHA CP-80, Synthesizer (#9)
  - Keyboards (#11)
  - Clap (#3)
  - Chorus (#2.3.4.12)
  - Backing Vocal (#5.6.7.8)
  - Background Vocal (#9.10.11.13.14.15)
- 中富雄也
  - Drums (#All)
  - Percussion (#5.6.9.12.13.14)
  - Clap (#3)
  - Chorus (#1.2.3.4.12.16)
  - Backing Vocal (#6.7.8)
  - Background Vocal (#9.13)
- 鳥口マサヤ
  - Electric Bass (#All)
  - Acoustic Guitar (#6)
  - Clap (#3)
  - Chorus (#1.2.3.4.12.16)
  - Backing Vocal (#6.7.8.13)
- 島裕介：Trumpet (#1.2)
- 五十嵐誠：Trombone (#1.2.4.7)
- 武嶋聡
  - Tenor Sax (#1.2.4.7)
  - Flute (#4)
  - Horn Arrangement (#1.2.7)
- 後関好宏：Baritone Sax (#1.7)
- SHIFO：Chorus (#1)
- 森俊之
  - Hammond Organ (#3)
  - Percussion, Programming (#4)
  - Horn Arrangement (#4.6)
  - Strings Arrangement (#5)
- 中野勇介：Flugelhorn (#4)
- 後藤勇一郎ストリングス：Strings (#5)
- 南浩之、丸山勉：French Horn (#6.15)
- ボブ・ザング、山根公男、菊池秀夫：Clarinet (#6)
- 清岡太郎：Bass Trombone (#6)
- GAYA BROTHERS & SISTERS：Backing Vocals & Claps (#6.8)
- 山縣賢太郎：Trumpet (#7)
- SKISS SISTERS：Shout! (#7)
- 山本隆二：Synthesizer (#9.13)
- 飯田高広：Programming (#10.11.12)
- 林部直樹：Electric Guitar (#10)
- 坂井“Lambsy”秀彰：Percussion (#10)
- 弦一徹ストリングス：Strings (#10)
- TSUCHINOKO FIVE：Background Vocal (#10)
- 金原千恵子ストリングス：Strings (#11.12.13.15)
- 原由子：Vocal, Chorus, Hammond Organ (#12)
- 小倉博和：Electric Guitar (#12)
- 西村浩二：Trumpet (#12)
- 竹野昌邦：Alto Sax (#12)
- 山本拓夫：Tenor Sax (#12)

Disc 2
- 渡和久
  - Vocal, Acoustic Piano (#All)
  - Synthesizer (#1)
  - Keyboards (#5)
  - Fender Rhodes (#6.10)
  - Background Vocal (#1.6)
  - Chorus (#2.3.5.10.11.12.14.15)
  - Backing Vocal (#7.13).
  - Tambourine, Clap (#3)
  - Glockenspiel (#6)
  - Clavinet, Mini Moog (#10)

- 中富雄也
  - Drums (#1.2.3.5-16)
  - Percussion (#6.16)
  - Background Vocal (#1)
  - Chorus (#2.3.5.10.11.12.14.15.16)
  - Clap (#3)
  - Backing Vocal (#7.13)

- 鳥口マサヤ
  - Electric Bass (#1.2.3.5-16)
  - Background Vocal (#1)
  - Chorus (#2.3.5.10.11.12.14.15.16)
  - Clap (#3)
  - Backing Vocal (#7.13)

- SHEILA & DALI SISTERS：Chorus (#1)
- 武嶋聡
  - Tenor Sax & Horn Arrangement (#4.13)
  - Brass Band Arrangement (#8)
  - Soprano Sax (#9)
- CHICAストリングス：Strings (#6)
- TAKESIMA JAPAN BRASS BAND：Brass Band (#8)
- 杉並児童合唱団：Chorus (#8)
- 森俊之：All Programming, Pro Tools Editing (#10)
- 五十嵐誠：Trombone (#13)
- 山縣賢太郎：Trumpet (#13)
- 後関好宏：Baritone Sax (#13)
- ナヲ (マキシマム ザ ホルモン)：Backing Vocal (#13)